# Pighammer
Pighammer è l'unico album in studio del cantautore statunitense Wayne Static, pubblicato il 4 ottobre 2011 dalla Dirthouse Records.

## Descrizione
Interamente prodotto e suonato da Static stesso, l'idea di comporre un album da solista giunse già nel processo di composizione per i brani del secondo album degli Static-X, Machine, ma divenne concreta una volta terminato il tour in supporto a Cult of Static, quando il musicista mise in pausa il gruppo per potersi dedicare a tempo pieno alla realizzazione del materiale per il proprio debutto da solista.
Dal punto di vista musicale, Pighammer presenta sonorità simili a quanto operato dal musicista con gli Static-X, con una maggiore presenza dell'elettronica, mentre i testi riflettono gli eventi che Static ha passato negli anni recenti.
L'album, promosso dal singolo Assassins of Youth, ha debuttato alla posizione 97 della Billboard 200 statunitense con una vendita pari a 4700 copie nella prima settimana.

## Tracce
1. Pighammer – 0:28
2. Around the Turn – 2:26
3. Assassins of Youth – 3:12
4. Thunder Invader – 4:46
5. Static Killer – 5:05
6. She – 3:30
7. Get It Together – 3:33
8. Chrome Nation – 3:32
9. Shifter – 4:03
10. Slave – 4:09
11. The Creatures Are Everywhere – 4:26
12. Behind the Sky – 2:58